# Lignes d'autobus de De Lijn dans la province de Flandre-Occidentale
Lignes d'autobus de De Lijn dans la province de Flandre-Occidentale.

## Lignes actuelles

### Ostende (réseau provincial)

#### 68 Ostende - Furnes
1er mai 2009 création par scission de la ligne 69 Ostende - Furnes pour créer une relation plus directe.

#### 69 Ostende - Furnes
Entre 1931 et 1933 : mise en service. Pour l'histoire de la ligne entre 1931 et 1948, voir Ligne de tramway 348.
1941 : suppression de la ligne de tramway 348.
Date inconnue : attribution de l'indice 769.
Date inconnue : attribution de l'indice 69.
1er mai 2009 scission de la ligne pour créer une relation 68 Ostende - Furnes plus directe.

### Ypres

#### 51 Furnes - Ypres
8 septembre 1949 : mise en service entre Ypres et Roesbrugge via Poperinge en remplacement du tramway 353 Furnes - Poperinge sur cette section.
11 août 1952 : extension de Roesbrugge à la gare de Furnes en remplacement du tramway 353 Furnes - Poperinge.
Date inconnue : attribution de l'indice 7.
Date inconnue : attribution de l'indice 51.

### Autres lignes provinciales

#### 56 Furnes - La Panne
1955 mise en service sous l'indice 20 en remplacement du tramway 20 Furnes - La Panne.
Date inconnue : attribution de l'indice 56.

#### 85 Waregem - Espierres
Entre 1950 et 1958 (attesté en 1958) : reprise de la section Vichte - Berchem à la ligne Courtrai - Vichte[réf. nécessaire].

## Anciennes lignes

### 22/23 Furnes - Coxyde / Ostdunkerque
Entre 1945 et 1950 (attesté en 1950) : mise en service (pas d'indice de ligne, tableau 777) en remplacement des tramways 7 Furnes - Coxyde et 9 Furnes - Ostdunkerque avec un tronc commun de Furnes à Coxyde Village et une antenne vers Coxyde Bad et l'autre vers Ostdunkerque Bad.
Date inconnue : attribution de l'indice 22 (antenne de Coxyde) et 23 (antenne d'Ostdunkerque).

### 781 Adinkerque - La Panne
1955 mise en service sous l'indice 21 en remplacement du tramway 21 Adinkerque - La Panne.
Date inconnue : attribution de l'indice 781.
1998 suppression.